# Граф ожидания
Граф ожидания (или граф ожидания транзакций) — инструмент, используемый при разработке СУБД и многопоточных систем и используемый, в частности, для определения ситуации взаимной блокировки (deadlock). Фактически, граф ожидания транзакций представляет собой ориентированный двудольный граф, содержащий вершины двух типов:
- вершины типа {\displaystyle T}, соответствующие транзакциям или выполняющимся потокам. Они образуют первую долю графа.
- вершины типа {\displaystyle R}, соответствующие ресурсам и объектам, которые могут быть захвачены транзакциями. Они образуют вторую долю графа.

Дуги графа ожидания также имеют двоякий смысл:
- дуги {\displaystyle (T,R)}, идущие из вершины-транзакции {\displaystyle T} в вершину-ресурс {\displaystyle R}, обозначают, что данный ресурс уже захвачен транзакцией
- дуги {\displaystyle (R,T)}, идущие из вершины-ресурса {\displaystyle R} в вершину-транзакцию {\displaystyle T} обозначают, что транзакция ожидает, пока ресурс {\displaystyle R} будет освобождён.

## Простейшие свойства
1. Ресурс, который не имеет ни одной входящей дуги, является свободным.
2. Если вершина-транзакция имеет некоторое ненулевое количество входящих дуг, то соответствующий процесс (собственно транзакция) находится в состоянии ожидания, то есть приостановлен и не может выполняться в текущий момент времени.
3. Если между двумя транзакциями существует путь {\displaystyle T_{1}\rightarrow T_{2}}, то транзакция {\displaystyle T_{1}} должна быть выполнена (завершена) раньше, чем начнётся выполнение {\displaystyle T_{2}}, поскольку последняя требует освобождения некоторых ресурсов, захваченных транзакцией {\displaystyle T_{1}}.

Из последнего свойства очевидным образом следует, что ситуации взаимной блокировки соответствует цикл на графе ожидания.